# دوري اسطنبول لكرة القدم 1956–57
دوري اسطنبول لكرة القدم 1956–57 (بالتركية: 1956-57 İstanbul Profesyonel Ligi)‏ هو موسم من دوري اسطنبول لكرة القدم ‏. فاز فيه نادي فناربخشه.